# Nínox boreal
El nínox boreal (Ninox japonica) és una espècie d'ocell de la família dels estrígids (Strigidae). Habita boscos i conreus del sud-est de Sibèria, est de la Xina, nord de Corea, Sakhalín, Japó, les illes Ryukyu i Taiwan. El seu estat de conservació es considera de risc mínim.